# Värdeteori (ekonomi)
Värdeteori är ett område inom nationalekonomin där man studerar vad värden är och hur de uppkommer. De klassiska nationalekonomerna – exempelvis Smith och Ricardo – på 1800-talet tillhörde arbetsvärdeläran.
På 1870-talet övergavs arbetsvärdeläran till förmån för marginalnytteteorin av den övervägande majoriteten inom fältet för ortodox nationalekonomi.